# Villa Chigi (Rome)
Ne doit pas être confondu avec Villa Ghigi.
La Villa Chigi est une villa du XVIIIe siècle située à Rome, dans le quartier de Trieste.

## Histoire
La villa, exemple de lieu de villégiature au XVIIIe siècle, a été construite entre 1763 et 1765, à l'initiative du cardinal Flavio Chigi. En 1776 a été construit le jardin de la Villa, composé à l'ouest par un jardin à l'italienne avec des parterres de fleurs et des bosquets de chênes verts, tandis que dans la partie orientale, était réalisée une avenue de promenade.
Après la Seconde Guerre mondiale, les Chigi ont vendu toute la zone agricole et le parc en contrebas, attirés par des objectifs spéculatifs. À la fin des années 1970, la municipalité de Rome a lancé une action d’expropriation visant à sécuriser au moins la superficie du parc. Le bâtiment de la Villa Chigi et le jardin italien attenant sont restés une propriété privée, séparés de la partie publique du parc par une clôture. Le bâtiment de la Villa a été confié par les propriétaires en prêt à la communauté « Mondo X » pour la réhabilitation des toxicomanes.
En 2003, l'Administration municipale de Rome a restauré le parc, en reprenant la conception d'origine.
Aujourd'hui, le jardin de la Villa est un parc public d'environ 5 hectares. Le parc public est actuellement séparé par une clôture de l’ancien bâtiment et du jardin italien attenant, qui est une propriété privée.